# Martin Klar
Otto Heinrich Martin Klar (* 26. Mai 1886 in Kreuz, Provinz Posen; † 2. Juli 1966 in Berlin) war ein deutscher Kunsthistoriker.
Nach der Promotion an der Universität Greifswald im Jahr 1910 wurde er 1912 Volontär an den Königlichen Museen in Berlin, ab 1913 war er Volontär am Kunstgewerbemuseum. Bei Kriegsausbruch 1914 wurde er als Offiziersstellvertreter zum Kriegsdienst einberufen, 1916 geriet er als Leutnant der Reserve in Kriegsgefangenschaft. Ab 1918 arbeitet er wieder am Kunstgewerbemuseum, ab 1. April 1919 als Direktorialassistent, ab 1928 als Kustos. Zum 1. Januar 1948 wurde er Direktor des Kunstgewerbemuseums in Ost-Berlin, im Mai 1959 ging er in Pension.

## Veröffentlichungen (Auswahl)
- Johann Gottfried Quistorp und die Kunst in Greifswald. In: Pommersche Jahrbücher 12, 1911, S. 109–158 (Dissertation).